# Leroy George
Leroy George est un footballeur néerlandais, né le 21 avril 1987 à Paramaribo au Suriname. Il évolue au poste d'attaquant.

## Palmarès
- Championnat d'Azerbaïdjan : 2014 et 2015
- Coupe d'Azerbaïdjan : 2015
- Championnat d'Australie : 2018